# Richard Adams
Richard George Adams (Wash Common, Newbury, 1920. május 9. – Oxford, 2016. december 24.) angol író, kinek legismertebb műve a Watership Down című állatregény. Az egyetemen újkori történelmet tanult, mielőtt megkezdte volna a katonai szolgálatot a második világháború alatt. 1946-ban szerelt le, és tért vissza az egyetemre. Ezután egy minisztériumban kezdett el dolgozni, ahol a szabadidejét írással töltötte. 2010-ben vonult vissza. Műveiben visszatérő szereplők a különböző állatok, motívumai között pedig gyakran felbukkan a túlélésért folytatott harc, a természet és az ember kapcsolata, a bátorság és a becsületesség összecsapása a zsarnoksággal és a félelmekkel. Állatszereplői viselkedését hitelesen ábrázolja.
Magyarországon néhány novelláján kívül a Watership Down jelent meg (Gesztenye, a honalapító), valamint a The Plague Dogs (Gazdátlanok).

## Élete
Adams 1920. május 9.-én született Wash Commonban, közel Newburyhez. Tanulmányait a Horris Hill általános iskolában végezte 1926 és 1933 között, majd a Bradfield főiskolán folytatta 1933 és 1938 között. 1938-ban folytatta a tanulmányait az oxfordi Worcester egyetemen, újkori történelem szakon. 1940-ben félbe kellett hagynia a tanulmányait, mert a Németország és Anglia között kirobbant háború miatt behívót kapott a brit hadseregbe. Szolgált Palesztinában, Európában és a Távol-Keleten, de nem vett részt egy csatában sem.
Miután 1946-ban leszerelt, folytatta félbehagyott tanulmányait. Két évvel később diplomázott le, majd egy minisztériumban vállalt munkát. Ekkor kezdett történeteket írni. Lányainak az utazásaik során improvizált történeteket mondott nyulakról, melyekből később megszületett a Gesztenye, a honalapító. A regényt gyermekei kérésére leírta, majd kiadót keresett neki. 1972-ben négy kiadó és három írói ügynökség utasította vissza a művet, míg végül Rex Collings megjelentette. A könyv nagyon hamar ért el nemzetközi sikereket. A debütálása után nem sokkal megjelent több európai országban, és az Egyesült Államokba is eljutott. Magyarul 1992-ben jelent meg először.
Az elkövetkezendő néhány évben a könyv eladásai meghaladták az egymilliós példányszámot, és a modern irodalom klasszikusává vált. Adams egyszerre nyerte el a két legrangosabb brit gyermekdíjat, a Carnegie-t és a Guardian Children’s Fictiont is. A regényből a mai felmérések szerint több, mint ötvenmillió példányt értékesítettek világszerte. 1974-ben, Shardik című regénye kiadása után kilépett munkahelyéről, hogy főállású íróként dolgozzon.
2016-ban bekövetkezett haláláig feleségével, Elizabeth-tel élt Whitchurchben, tizenhat kilométerre a szülőhelyétől. Lányai, akiknek Adams elmesélte a Gesztenye, a honalapító történetét, Juliet és Rosamund. Hat unokája van: Lucy, Sarah, Miranda, Grace, Robert és Maeve.

## Művei
- Gesztenye, a honalapító (Watership Down) (1972, magyarul: 1992, 2012) ISBN 978-0-7432-7770-9
- Shardik (1974) ISBN 978-0-380-00516-1
- Nature Through the Seasons (1975) ISBN 978-0-7226-5007-3
- The Tyger Voyage (1976) ISBN 978-0-394-40796-8
- Gazdátlanok (The Plague Dogs) (1977, magyarul: 2013) ISBN 978-0-345-49402-3
- The Ship's Cat (1977) ISBN 978-0-394-42334-0
- The Adventures & Brave Deeds Of The Ship's Cat On The Spanish Maine: Together With The Most Lamentable Losse Of The Alcestis & Triumphant Firing Of The Port Of Chagres (1977) (kiadták még a The Ship's Cat címen is) ISBN 978-0-224-01441-0
- Nature Day and Night (1978) ISBN 0-7226-5359-X (Max Hooperrel)
- The Girl in a Swing (1980) ISBN 978-0-7139-1407-8
- The Iron Wolf and Other Stories (1980), Amerikában The Unbroken Web: Stories and Fables címen adták ki. Illusztrálta: Yvonne Gilbert, Jennifer Campbell. ISBN 978-0-517-40375-4
- The Phoenix Tree]' (1980, közösen több szerzővel) ISBN 978-0-380-76380-1
- The Legend of Te Tuna (1982) ISBN 978-0-283-99393-0
- Through the Antarctic(1982; közösen Ronald Lockleyval), Allen Lane ISBN 0-7139-1396-7
- Maia (1984) ISBN 978-0-517-62993-2
- A Nature Diary (1985) ISBN 0-670-80105-4 / 978-0-670-80105-3
- The Bureaucats (1985) ISBN 0-670-80120-8, ISBN 978-0-670-80120-6
- Traveller (1988) ISBN 978-0-394-57055-6
- The Day Gone By (önéletrajz) (1990) ISBN 978-0-679-40117-9
- Tales from Watership Down (novelláskötet) (1996) ISBN 978-0-380-72934-0
- The Outlandish Knight (1999) ISBN 978-0-7278-7033-9
- Daniel (2006) ISBN 1-903110-37-8
- Gentle Footprints (novella) (2010) ISBN 978-1-907335-04-4

### Magyarul megjelent kötetei
- Gesztenye, a honalapító; ford. Székely Kata; Móra, Bp., 1992
- Gesztenye, a honalapító; ford. Székely Kata; Partvonal, Bp., 2012
- Gazdátlanok; ford., jegyz. J. Magyar Nelly; Metropolis Media, Bp., 2013